# Bruscolo aviatore
Bruscolo aviatore (Dumb Patrol) è un film del 1931 diretto da Hugh Harman e Rudolf Ising. È un cortometraggio animato uscito in sala il 28 febbraio del 1931, prodotto dalla Leon Schlesinger Productions e distribuito dalla Warner Bros. e dalla Vitaphone Corporation.
Il titolo originale del cartone, Dumb Patrol, è uguale al titolo inglese del corto Aviatori intrepidi (1964), con protagonisti Bugs Bunny e Yosemite Sam (anch'esso facente parte della serie Looney Tunes) e diretto da Gerry Chiniquy.

## Trama
Bosko è un pilota che sta partecipando a un conflitto (forse la prima guerra mondiale): il giovane affronta un pilota nemico dai modi violenti ma viene colpito dal cannone di quest'ultimo e finisce per cadere nelle macerie di una casa, dove incontra la sua fidanzata Honey. Bosko suona il pianoforte per far colpo su di lei, ma il pilota nemico lo sente e cerca di sparargli; tuttavia, Bosko costruisce un aereo mettendo insieme vari oggetti, più un bassotto, e riesce ad abbattere l'aereo nemico. Almeno la seconda parte del corto sembra essere ispirata alla pellicola di Charlie Chaplin Charlot soldato, del 1918, nella quale Chaplin entra nel rudere di una casa dove incontra Edna Purviance.

## Distribuzione
La prima proiezione a noi nota di questo corto nelle sale statunitensi risale più o meno al 28 febbraio del 1931. La pellicola, assieme ad altri corti aventi come protagonista Bosko, venne proiettata per la prima volta in Italia il 29 febbraio del 1932.